# 1,1,1-tricloroetano

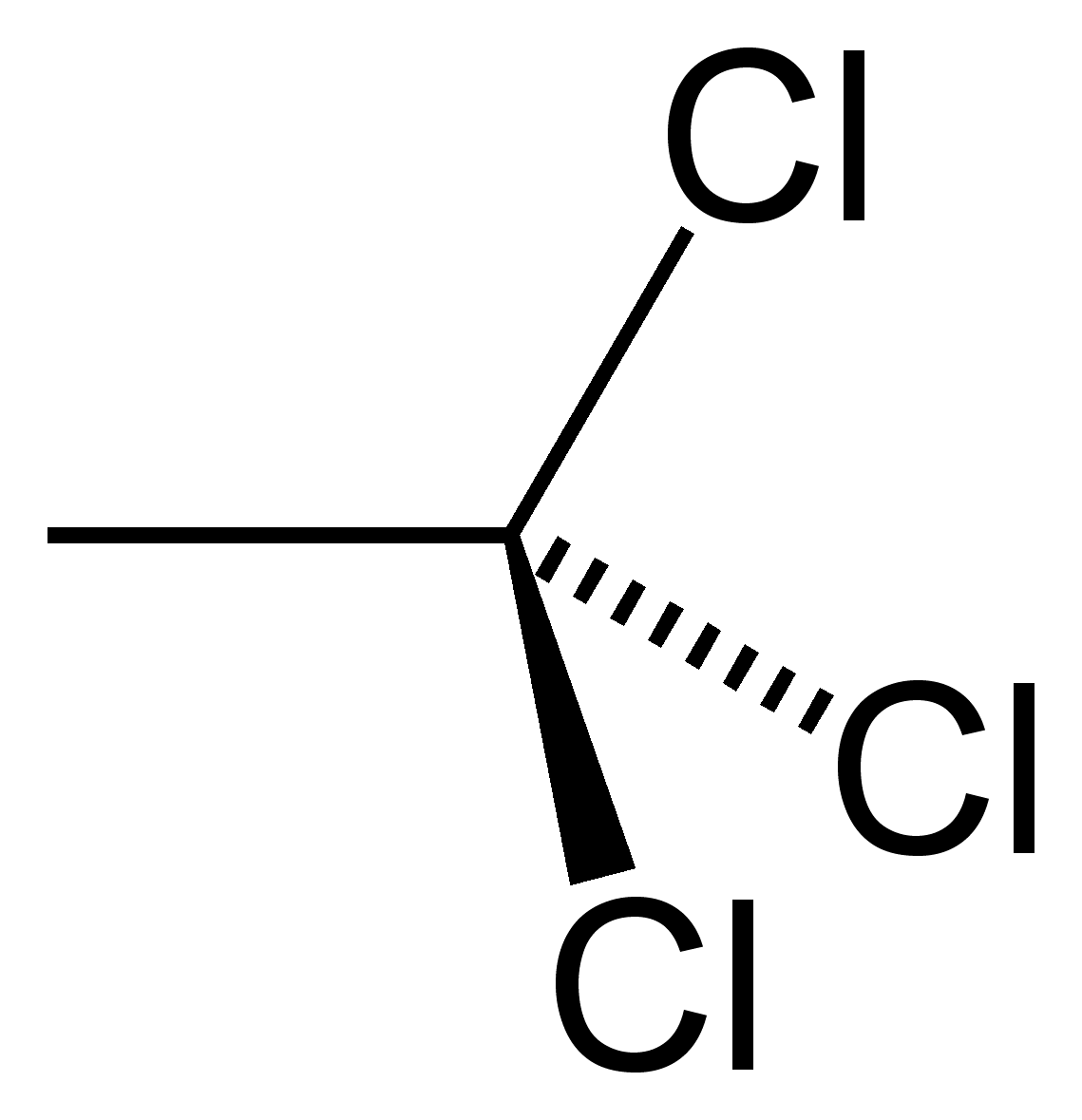
Estructura

El 1,1,1-tricloroetano, también conocido como metilcloroformo, es un compuesto orgánico del tipo cloroalcano. Este líquido incoloro de olor dulce se empezó a producir hace tiempo industrialmente en grandes cantidades como disolvente. Debido a que ataca la capa de ozono, prácticamente ha cesado su producción.
Lo sintetizó por vez primera Henri Victor Regnault en 1840. Industrialmente, se produce en dos fases a partir del cloruro de vinilo. Generalmente, el 1,1,1-tricloroetano se considera un solvente polar. Es muy buen disolvente para el hexano y para muchos materiales orgánicos. Antes de que el Protocolo de Montreal lo prohibiera por ser una sustancia destructora de la capa de ozono terrestre, se usaba para limpiar partes metálicas en componentes electrónicos y también como un ingrediente de adhesivos. En los laboratorios ha sido sustituido por otros solventes. Se ha usado como insecticida para la fumigación.